# 짱구는 못말려 극장판: 아뵤! 쿵후 보이즈 ~라면대란~
《짱구는 못말려 극장판: 아뵤! 쿵후 보이즈 ~라면대란~》(일본어: 映画クレヨンしんちゃん 爆盛！カンフーボーイズ ～拉麺大乱～)은 일본에서 2018년 4월 13일에 개봉한 짱구는 못말려의 애니메이션 영화 시리즈의 제 26부작이다. 대한민국에서는 2018년 12월 19일에 개봉했다. 배급사는 CJ엔터테인먼트이다. 대한민국에서 개봉 시 제목은 《극장판 짱구는 못말려: 아뵤! 쿵후 보이즈 ~라면대란~》이다.
표어는 미정이다.

## 줄거리
어느날, 평소 겁많고 찌질하기로 유명한 사토 마사오(훈이)가 자신에게 시비를 걸어오는 유치원 불량아이들을 이상한 동작으로 내쫓아버리는걸 목격한 카스카베 방위대. 이후 이들은 유치원이 끝나자마자 어딘가로 향하는 마사오(훈이)의 뒤를 미행했다. 마사오(훈이)를 따라 온 곳은 카스카베(떡잎마을)에 세워진 중화가 아이야 타운. 마사오(훈이)가 온 곳은 아이야 타운 구석 허름한 골목길에 위치한 만두가게였다. 이후 이들은 마사오(훈이)가 날마다 이곳에서 쿵후를 배우고 있다는걸 알았고 마사오(훈이) 역시 떡잎 방위대 한테도 쿵푸를 권한다. 아이들은 처음엔 난색했지만 쿵푸를 배우면 더 강해질 수 있다는 말에 혹해서 배우겠다고 했고 마지막까지 거부하던 신노스케(신짱구) 역시 마침 장사를 끝내고 돌아온 쿵푸소녀 란에게 반해서 쿵푸를 배우겠다고 한다.
이때부터 카스카베 방위대는 날마다 아이야 타운에 와서 푸니푸니권(말랑말랑권) 오의에 도달하기 위한 9단계의 수련을 시작했는데 어찌된 영문인지 가장 먼저 시작한 마사오는 한 단계도 성공시키지 못했고 오히려 늦게 시작한 다른 아이들이 먼저 성과를 보이기 시작했다. 그중에서도 가장 진도가 빠른건 당연 신노스케 (짱구)였다. 그는 란보다도 빠른 속도로 9단계의 수련을 모두 연마해버렸다. 이에 열등감이 생겨난 마사오는 선배라는 명목으로 이상한 표정을 지으며 가게 청소를 몽땅 떠넘기는 등 텃세를 부리기 시작한다.
한편, 아이야 타운에서는 심상찮은 일이 벌어지고 있었다. 아이야 타운에 있던 모든 가게들이 문을 닫고 블랙팬더 라면가게가 들어섰다. 그런데 블랙팬더 라면을 먹은 사람들은 하나같이 양쪽 눈이 팬더처럼 시커멓게 변해버렸고 신경질적인데다 라면중독 증세까지 보이고 있었다. 하지만 블랙팬더 라면의 사장 돈팡팡은 돈만 많이 벌리면 그만이라는 이유로 그 어떤 항의도 듣지 않은채 무리하게 사업을 확장하기 시작한다. 노하라 부부 역시 딸 히마와리 (짱아)까지 라면중독 증세를 보이고 나서야 사태를 알게 됐고 딸 아이를 고치기 위해 먼 나라 중국으로 떠나 란이 말랑말랑 신공을 얻었으나 이성을 잃어버리고 마는데....

## 등장인물/성우
- 노하라 신노스케 역 : 야지마 아키코
- 노하라 미사에 역 : 나라하시 미키
- 노하라 히로시 역 : 모리카와 토시유키
- 노하라 히마와리 역 : 코로오기 사토미
- 하토가야 요시링 역 : 사카구치 다이스케
- 시로, 카자마 토루 역 : 마시바 마리
- 사쿠라다 네네 : 하야시 다마오
- 사토 마사오 : 이치류사이 테이유우
- 보오 : 사토 치에
- 타마 란 : 한 메구미
- 스승 : 세키네 츠토무

### 한국어 더빙
- 박영남: 짱구
- 김환진: 짱구 아빠
- 강희선: 짱구 엄마 / 맹구
- 여민정: 철수 / 짱아
- 정유미: 흰둥이 / 유리
- 정혜옥: 훈이
- 이용신: 채성아 / 민희
- 한채언: 나미리 / 서점 주인
- 윤여진: 차은주
- 홍범기: 정훈
- 정혜원: 용숙
- 박리나: 은혜 / 희경
- 김율: 마리 / 광자
- 이호산: 오수 / 투기꾼
- 김현심: 옆집 아줌마 / 아그네스
- 이계윤: 란
- 기영도: 사부
- 손종환: 돈빵빵
- 강성우: 쌍
- 이상호: 절곤 / 조씨
- 김다올: 빵다 / 왕씨
- 홍승효: 말랑말랑 요정
- 유영: 아이돌 1
- 강새봄: 아이돌 2
- 김도희: 아이돌 3
- 박시윤: 아이돌 4

#### 한국어 제작
- 화면 수정: 디지로드
- 종합 편집: 정회범
- 녹음&믹싱: 이광우
- 우리말 번역: 조희경
- 우리말 연출: 신길주

## 주제가
- 오프닝:
  - 〈너에게 100퍼센트(キミに100パーセント)〉(워너 뮤직 재팬/unBORDE) - 작사・작곡・편곡 - 나카타 야스타카 / 노래 - 캬리 파뮤파뮤
- 엔딩:
  - 〈웃어봐 ~샤오이샤오!~(笑一笑 〜シャオイーシャオ!〜)〉 - 작사 - 타다노 나츠미 / 작곡・편곡 - invisible manners / 노래 - 모모이로 클로버 Z

## 스태프
감독은 타카하시 와타루로서 전전작 폭풍수면! 꿈꾸는 세계 대돌격의 감독으로, 2년만에 크레용 신짱 극장판 감독을 다시 맡게 되었다.

## 갤러리

## 같이 보기
- 우스이 요시토